# K.u. Ministerium am Allerhöchsten Hoflager

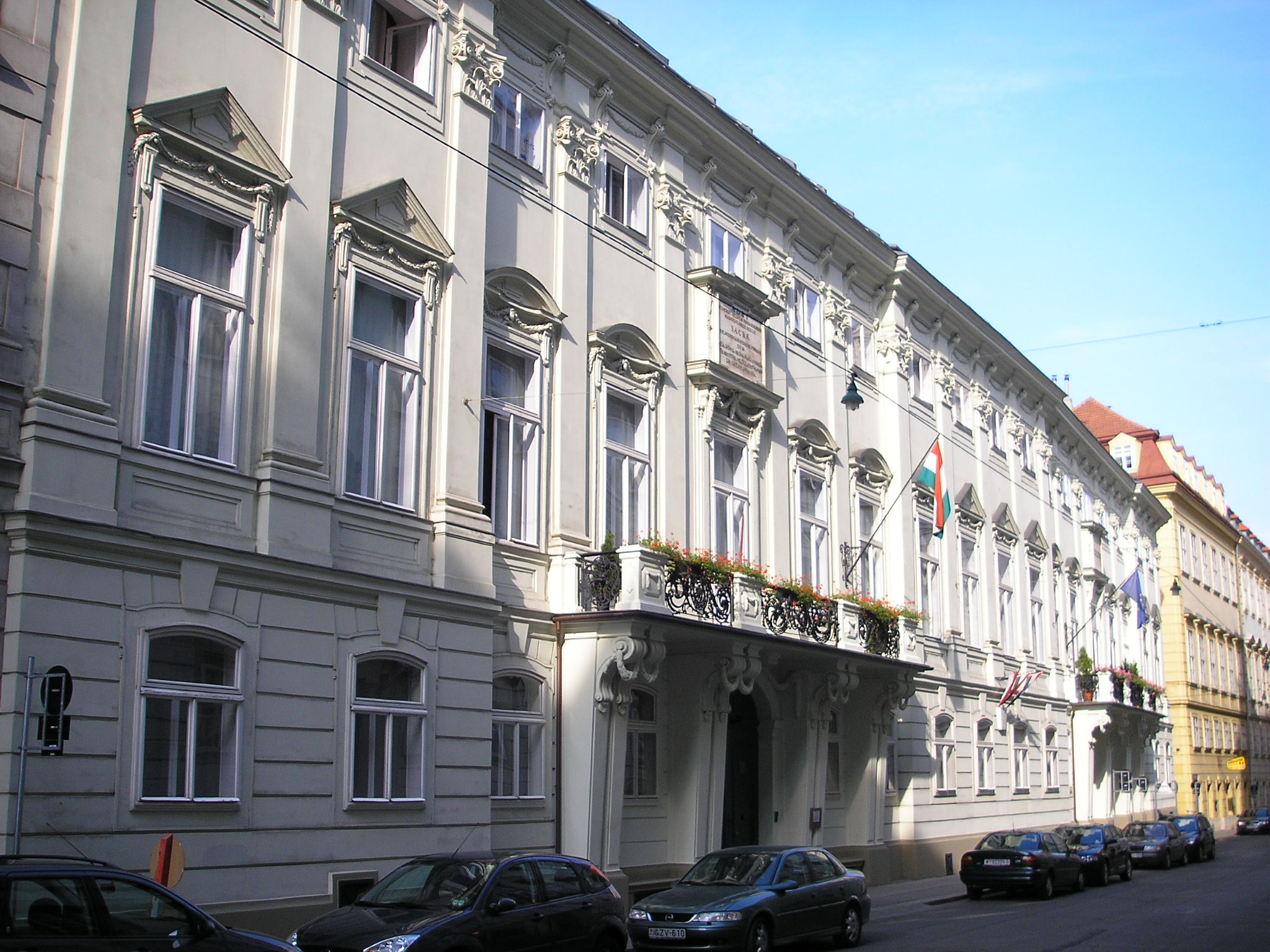
Ehemaliger Sitz des Ministeriums in Wien 1., Bankgasse 6

Das k.u. Ministerium am Allerhöchsten Hoflager (auch Ministerium um die Person Seiner Majestät oder Hoflagerministerium genannt, ungarisch A király személye körüli minisztérium) mit Sitz in Wien diente zur Vermittlung zwischen dem König von Ungarn und der ungarischen Regierung, sowie den Regierungen beider Reichshälften Österreich-Ungarns.

## Entstehung
Das Ministerium entstand ursprünglich 1848 als Nachfolger der Ungarischen Hofkanzlei und diente als Bindeglied zwischen der Regierung der österreichischen Erbländer und denen Ungarns in Angelegenheiten, die beide Teile betrafen. Infolge des ungarischen Unabhängigkeitskriegs löste es sich aber noch im selben Jahr auf. Durch den Österreichisch-Ungarischen Ausgleich von 1867 wurde das Ministerium wieder hergestellt und bezog wieder seinen Sitz in der Bankgasse. Da 1867 auch das gemeinsame k. u. k. Außenministerium entstand, das weit mehr Befugnisse hatte, konzentrierte sich die Arbeit des Ministeriums am Allerhöchsten Hoflager auf die Vermittlung zwischen der Regierung des Königreichs Ungarn und seinem König (der zugleich Kaiser von Österreich war) während seiner Aufenthalte in Wien und außerhalb Transleithaniens. Die Befugnisse des Ministeriums wurden im Laufe der Jahre ausgedehnt, beispielsweise auf die Ausstellung von Pässen an in Cisleithanien lebende Ungarn, und die Verleihung ungarischer Orden und Nobilitierungen in Absprache mit dem Monarchen. Zudem trafen sich hier regelmäßig die Delegationen von jeweils 60 Personen des österreichischen Reichsrats und des ungarischen Reichstags zur Debatte über die Verabschiedung des Budgets für die gemeinsamen Ministerien.

## Minister
- Paul III. Anton Esterházy de Galantha, 7. April 1848 bis 9. September 1848
- György Festetics, 20. Februar 1867 bis 19. Mai 1871
- Béla Wenckheim, 19. Mai 1871 bis 7. Juli 1879
- Kálmán Tisza, 7. Juli bis 25. September 1879 (zugleich ung. Ministerpräsident)
- Béla Orczy, 25. September 1879 bis 24. Dezember 1890
- László Szögyény-Marich, 24. Dezember 1890 bis 24. Oktober 1892
- Géza Fejérváry, 24. Oktober bis 19. November 1892
- Lajos Tisza, 19. November 1892 bis 10. Juni 1894
- Gyula Andrássy d. J., 10. Juni 1894 bis 15. Januar 1895
- Géza Fejérváry, 15. Januar bis 18. Januar 1895
- Sámuel Jósika, 18. Januar 1895 bis 20. Januar 1898
- Dezső Bánffy, 20. Januar bis 20. Dezember 1898 (zugleich ung. Ministerpräsident)
- Manó Széchényi, 20. Dezember 1898 bis 7. März 1900
- Kálmán Széll, 7. März bis 29. März 1900 (zugleich ung. Ministerpräsident)
- Gyula Széchenyi, 29. März 1900 bis 27. Juni 1903
- Károly Khuen-Héderváry, 27. Juni bis 3. November 1903 (zugleich ung. Ministerpräsident)
- István Tisza, 3. November 1903 bis 3. März 1904 (zugleich ung. Ministerpräsident)
- Károly Khuen-Héderváry, 3. März 1904 bis 18. Juni 1905
- Géza Fejérváry, 18. Juni 1905 bis 8. April 1906 (zugleich ung. Ministerpräsident)
- Aladár Zichy, 8. April 1906 bis 17. Januar 1910
- Károly Khuen-Héderváry, 17. Januar 1910 bis 22. April 1912 (zugleich ung. Ministerpräsident)
- László Lukács, 22. April 1912 bis 10. Juni 1913 (zugleich ung. Ministerpräsident)
- István Burián, 10. Juni 1913 bis 13. Januar 1915
- István Tisza, 13. Januar bis 29. Mai 1915 (zugleich ung. Ministerpräsident)
- Ervin Roszner, 29. Mai 1915 bis 15. Juni 1917
- Tivadar Batthyány, 15. Juni bis 18. August 1917
- Aladár Zichy, 18. August 1917 bis 31. Oktober 1918